# Neonauclea butonensis
Neonauclea butonensis är en måreväxtart som beskrevs av Colin Ernest Ridsdale. Neonauclea butonensis ingår i släktet Neonauclea och familjen måreväxter. Inga underarter finns listade i Catalogue of Life.